# Tobias Thalhammer

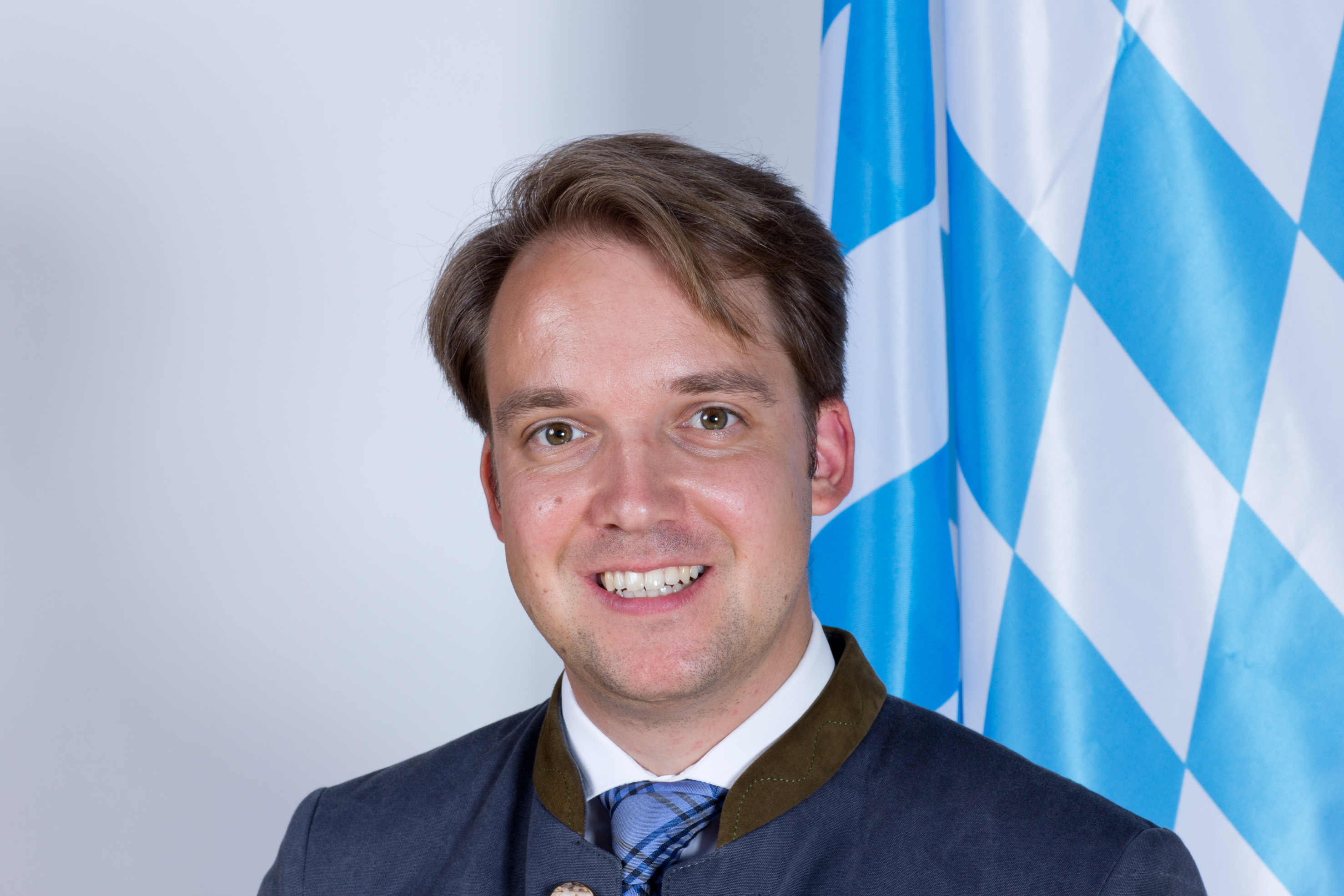
Tobias Thalhammer 2012

Tobias Thalhammer (* 7. August 1979 in Schwandorf; Künstlername Toby) ist ein deutscher Politiker und Schlagersänger aus München. 2008 bis 2013 war er für die FDP Mitglied des Bayerischen Landtages. 2018 wechselte er nach seiner Niederlage bei der Listenaufstellung von der FDP zur CSU.

## Leben
Seine Kindheit verbrachte Thalhammer zunächst in Teunz in der Oberpfalz, später dann in München. Seit 2000 lebt er in Neubiberg im Landkreis München.
Thalhammer ist Diplom-Kaufmann und studierte 2000 bis 2004 Betriebswirtschaftslehre an der Ludwig-Maximilians-Universität München. Seine Schwerpunkte waren Wirtschaftsinformatik und Neue Medien sowie Information, Organisation und Management.

### Schlagersänger
Entdeckt wurde er von Peter Beil, welcher in den 60er und 70er Jahren ein erfolgreicher Schlagersänger war (vor allem mit Corinna, Corinna). Thalhammers von Beil produzierte Debütsingle erschien 1994 noch als „Tobi“ bei ZETT-Records und hieß Träumen ist nicht verboten. Als zweiter Titel ist Schröder, Du und ich enthalten, welchen Frank Zander komponierte. Im Chor sang Beils Tochter Caroline Beil. Es folgten zahlreiche erste TV-Auftritte (unter anderem in der Aktuellen Schaubude des NDR und im Sat.1 Frühstücksfernsehen).
Später trat Thalhammer ebenfalls als Schauspieler in Erscheinung, unter anderem als „Heiko“ im Marienhof, einer Fernsehserie der ARD. Er war Teil der BRAVO-Foto-Love-Story Midnight Crew. Mit Berti Vogts und dem späteren deutschen Fußballnationalspieler Thomas Hitzlsperger präsentierte er darüber hinaus einen Werbespot für Coca-Cola.
Ende der 90er Jahre begann seine Zusammenarbeit mit Willy Klüter, welcher ihn fortan produzierte. Diverse Maxiveröffentlichungen folgten nun als „TOBY“ (unter anderem Du bist super, 117,95, Iglu in Alaska oder Wann, wie und wo). 2001 erschien das Debütalbum Hallo, ich bin TOBY. Neben den zwölf Titeln beinhaltet die CD auch einen Multimediatrack mit Videoclip und ein Computerspiel, was zum damaligen Zeitpunkt als eine Innovation im Bereich des Schlagers galt. Die Süddeutsche Zeitung bezeichnete deshalb Thalhammer in einem Porträt als „Die neue Generation des Schlagers“, welches er fortan als seinen Slogan adaptierte. 2005 folgte das Album Heute will ich mich verlieben mit den Singleauskopplungen Ich sag es mit Musik, Unwiderstehlich, Knuddelschnubbel und Mehr Zeit für Kinder.
Als TOBY z Monachium (dt. TOBY aus München) machte er sich auch in Polen einen Namen. Am 22. März 2003 hatte er sein erstes Konzert in Polen, im Eichendorff-Zentrum in Lubowitz. Seither absolvierte er hier insgesamt über 50 Konzerte. Seit 2008 singt er für den polnischen Markt neben seinen deutschen Liedern auch auf Polnisch. Erfolgreich war er mit Jedna z gwiazd, der polnischen Coverversion zu Einen Stern (der deinen Namen trägt). 2009 veröffentlichte er als Dankeschön für die schlesische Gastfreundschaft das Lied Sehnsucht nach Schlesien bzw. Tynsknota za Slonskiem in Deutsch sowie auch in schlesischer Mundart. Dieses Lied singt er gemeinsam mit der oberschlesischen Musikgruppe Proskauer Echo, der auch die Politiker der deutschen Minderheit in Polen Norbert Rasch und Henryk Lakwa angehören. Seit September 2015 präsentiert er in der Samstagabendshow Szlagierowa Biesiada auf dem polnischen Fernsehsender TVS die Rubik TOBY aus München präsentiert Schlager aus Deutschland.
Thalhammer gründete 2005 den almara Musikverlag e.K. Hierin verlegte er neben seinen eigenen Liedern auch Fremdproduktionen. Im September 2005 erlangte der als Subverlag verlegte Titel Schau nicht weg, wir sind die Zukunft, interpretiert von Nina Stern und den Zillertaler Haderlumpen, den dritten Platz beim Grand Prix der Volksmusik. 2006 ging der almara Musikverlag als GmbH in die Unternehmensgruppe des Medienunternehmers Gottfried Zmeck über.
Thalhammer tritt auch als Veranstalter im Unterhaltungsbereich in Erscheinung und baut diverse Konzerte um seine Person. Erwähnenswert ist das Veranstaltungskonzept OkTOBYfest, das unter anderem auf dem Münchner Oktoberfest stattfand. Im Juni 2007 organisierte und präsentierte er die erste Schlagertournee in Polen. Die neun Konzerte unter dem Motto Piosenka nie zna granic – Lieder kennen keine Grenzen waren mit über 10.000 Besuchern ausverkauft. Das Zusammentreffen deutscher und polnischer Musiker war eine offizielle Veranstaltung anlässlich der deutschen EU-Ratspräsidentschaft und wurde von deutscher wie polnischer Seite unterstützt. Da sich in diese Zeit auch diverse Spannungen zwischen der deutschen und der polnischen Regierung fielen, erlangte diese Tournee eine politische Dimension. Antenne Bayern ehrte Thalhammer als Mensch der Woche für sein Engagement um die deutsch-polnische Freundschaft.

### Politiker
Thalhammer war zunächst Mitglied der FDP Bayern und wurde über die Bezirksliste Oberbayern bei der Landtagswahl 2008 in den Bayerischen Landtag gewählt. In seinem Direktstimmkreis 122 München-Land-Nord belegte er mit 8.798 Erststimmen (12,4 Prozent) den dritten Platz. Auf der Wahlkreisliste Oberbayern der FDP war er an vierter Stelle nominiert. Mit 14.402 Gesamtstimmen erreichte er Platz 5 dieser Liste und erhielt daher einen der sieben Landtagssitze für die oberbayerischen Liberalen, von insgesamt 16 für ganz Bayern.
Mit 31 Jahren war Thalhammer das jüngste Mitglied des 16. Bayerischen Landtages. Er war parlamentarischer Geschäftsführer der FDP-Landtagsfraktion und somit Mitglied im Fraktionsvorstand. Darüber hinaus war er Sprecher für Energie- und Umweltpolitik sowie für Wehrpolitik und wurde von der FDP in den Medienrat entsandt.
Nachdem die FDP bei der Landtagswahl in Bayern 2013 die Fünf-Prozent-Hürde nicht überwinden konnte, schied er aus dem Landtag aus. Im Direktstimmkreis 121 München-Land-Süd erzielte er 7,1 Prozent der Erststimmen.
Bei den Kommunalwahlen in Bayern 2014 kandidierte er für das Amt des Landrates des Landkreises München. Im 1. Wahlgang erzielte er mit 5,4 Prozent den letzten Platz von fünf Bewerbern, so dass er nicht in die Stichwahl kam.
2013 wurde Thalhammer Beisitzer im Landesvorstand der FDP Bayern. Er war bis 2018 kooptiertes Mitglied des FDP Kreisvorstandes München-Land, Delegierter auf Bezirks-, Landes- und Bundesebene sowie Kulturbotschafter der FDP-Bundespartei. 2006 bis 2010 war er Vorsitzender der Jungen Liberalen in Oberbayern. Der von ihm initiierte Antrag Fairer Umgang mit der Generation Praktikum wurde vom 58. ordentlichen FDP-Bundesparteitag im Juni 2007 in Stuttgart angenommen. Thalhammer ist auch Kreisrat im Landkreis München. Der Bau einer Fachoberschule in Unterschleißheim sowie der beiden Gymnasien in Ismaning und Unterföhring sind auf seine Bemühungen zurückzuführen.
Gemeinsam mit Alt-Bundespräsident Walter Scheel veröffentlichte Thalhammer im September 2010 das Buch Gemeinsam sind wir stärker – Zwölf erfreuliche Geschichten über Jung und Alt.
2012 bezeichnete er Birgit Homburger als „Vollpfosten“, weil sie vor dem Finale der UEFA Champions League 2011/12 gesagt hatte, dass sie den FC Bayern München hasse. Im Februar 2013 wurde wiederum er von Ministerpräsident Horst Seehofer als „Dipferlscheißer“ bezeichnet. Hintergrund war Thalhammers harte Haltung bei der nicht vollständig vorhandenen Gegenfinanzierung des Bildungsfinanzierungsgesetzes.
Ohne Thalhammers Wissen wurde er im April 2015 in der baden-württembergischen Stadt Trossingen zum Bürgermeisterkandidaten ausgerufen. Trotz sofortigem Dementi konnte die Wahlkampfkampagne nicht gestoppt werden. Obwohl sein Name nicht auf dem Wahlschein aufgeführt wurde, erhielt Thalhammer bei der Wahl acht Stimmen.
Im April 2018 wechselte er nach seiner Niederlage bei der Listenaufstellung der bayerischen Liberalen zur Landtagswahl von der FDP zur CSU. In der von 2020 bis 2026 andauernden Amtsperiode gehört er für die CSU dem Gemeinderat von Neubiberg an. Seit Juli 2021 ist er Kreisvorsitzender der Mittelstands-Union im Landkreis München.